# Mignone

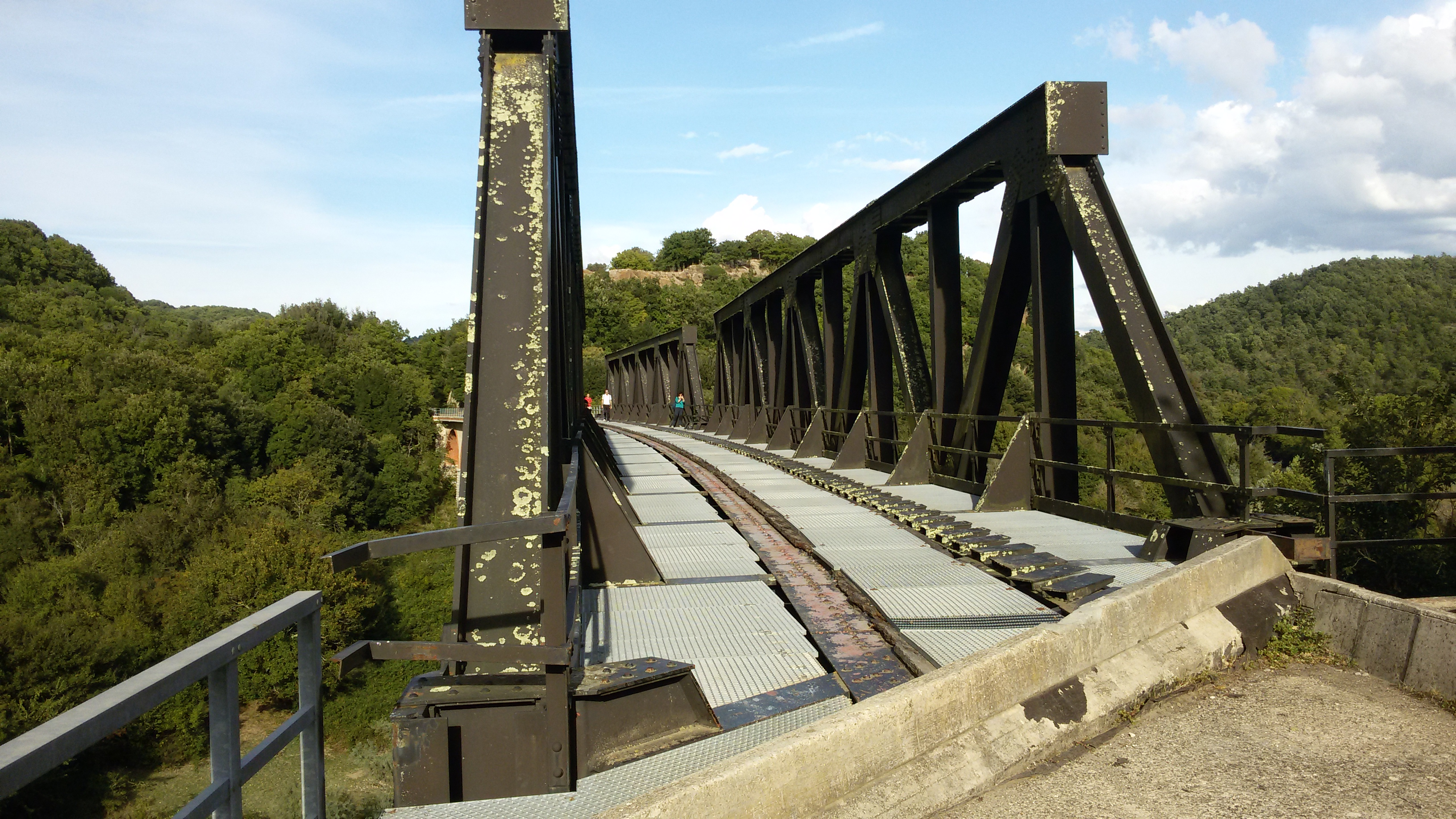
Ponte sul fiume Mignone presso Luni sul Mignone.

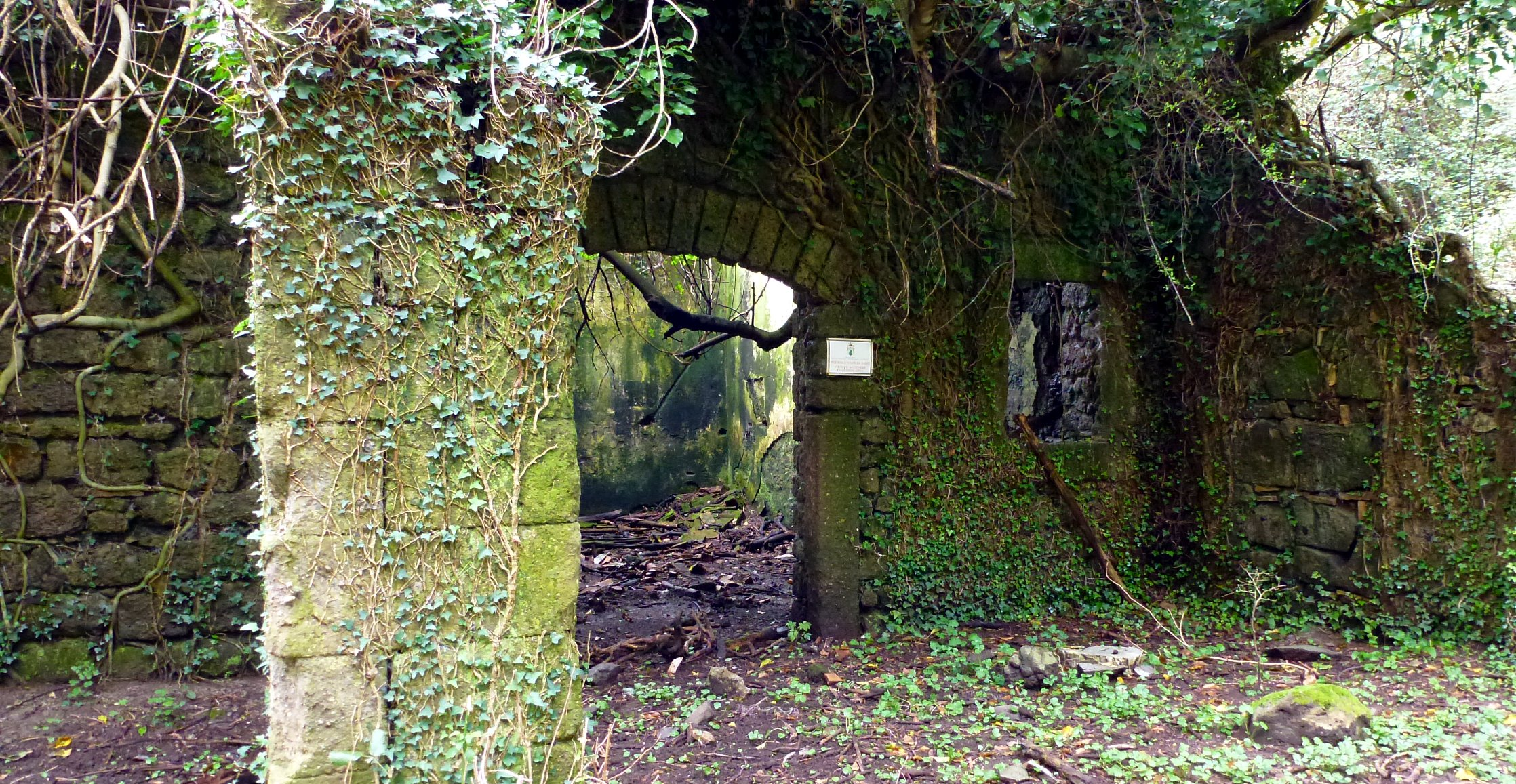
La Mola della Cava o "Ceccarelli"

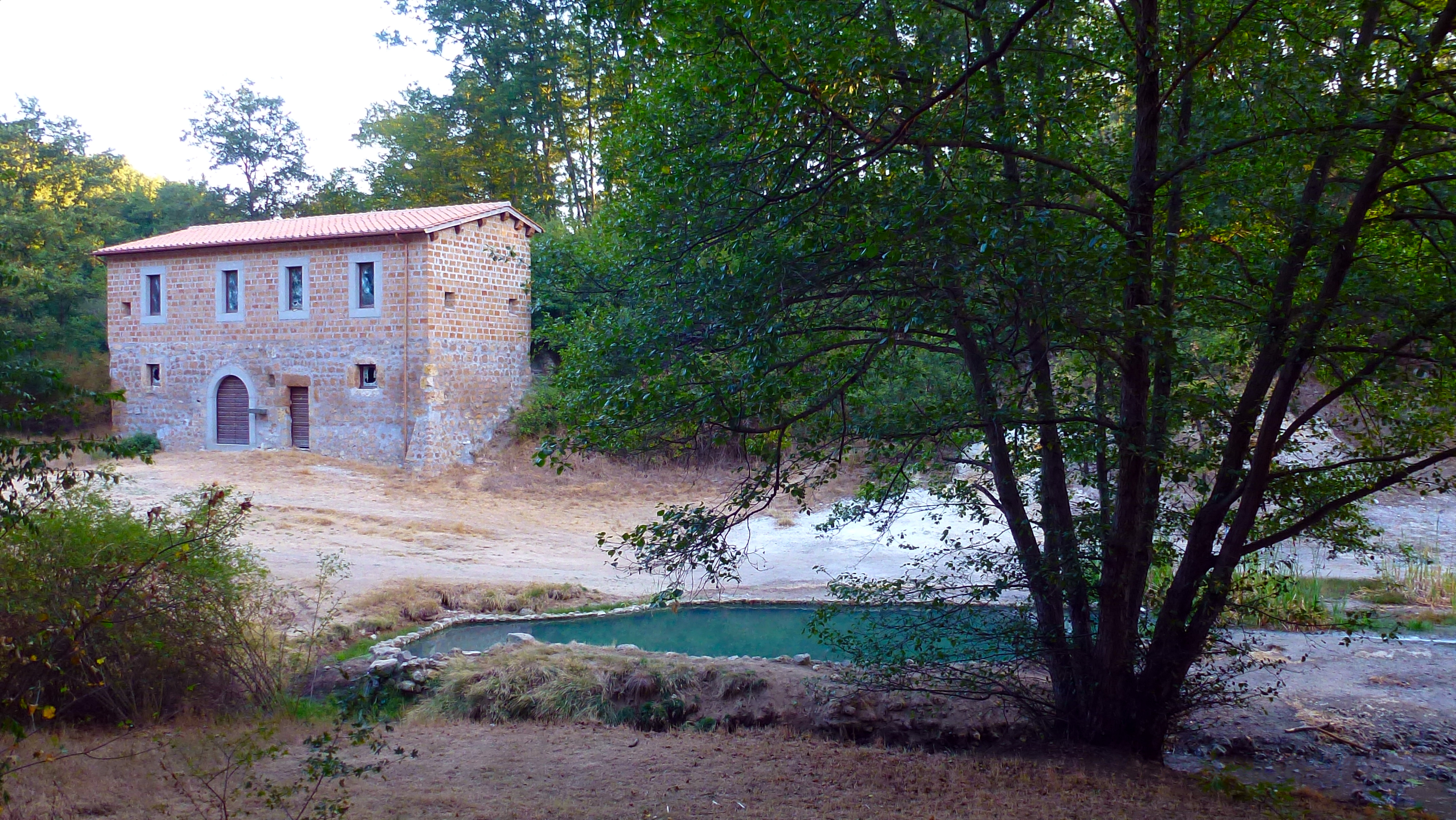
La Mola del Biscione

Il Mignone è un fiume del Lazio che nel suo corso centrale segna il confine fra la Città metropolitana di Roma Capitale e la provincia di Viterbo.

## Percorso
Ha origine dalla confluenza di due torrenti: il fosso della Strega e il fosso Pusugliano nel territorio di Bassano Romano, nei monti Sabatini a Nord-Ovest del lago di Bracciano, attraversa il territorio dei Monti della Tolfa, di cui costituisce il confine settentrionale, sfociando dopo 62 km nel mare Tirreno tra Lido di Tarquinia e Civitavecchia a nord di Bagni Sant'Agostino.
Il percorso iniziale del fiume è a carattere torrentizio e il suo corso ha scavato nel tempo profonde gole ancora oggi pressoché inaccessibili che conservano specie vegetali e animali altrove scomparse. Il tratto finale del fiume ha invece un carattere più fluviale che si presta anche per lo sfruttamento da parte dell'uomo.
Il Fiume segna nella sua parte centrale il confine fra la Provincia di Roma e quella di Viterbo. 
Il tracciato del Mignone nel segmento VI della Tabula Peutingeriana riprodotta da Conradi Milleri nel 1887/88 non è riportato ma tra Centucellas e Tarquinis si legge Minio R accanto al disegno che caratterizza i bagni termali.

### Affluenti
I principali affluenti elencati dalla sorgente alla foce del Mignone sono il Biscione, il Vecchiarello, il Bicione, il Lenta, il Verginese, il Vesca, il torrente Canino, il Marciano, il Ranchise, il Melledra ed il fosso Vite.

### Comuni attraversati
Attraversa i comuni di Bassano Romano, Vejano, Oriolo Romano, Canale Monterano (Monterano), Blera, Tolfa (Rota), Allumiere,Tarquinia, Monte Romano.

## Aree naturali protette
Lungo il corso del fiume in base alla direttiva Habitat sono state individuate tre aree protette di grande valore ambientale entrate a far parte della rete Natura 2000 riconosciute come Sito di Interesse Comunitario:
- IT6010033 Mola di Oriolo;[2]
- IT6030001 Fiume Mignone (medio corso)[3] all'interno del territorio della Riserva naturale regionale Monterano;
- IT6010035 Fiume Mignone (basso corso)[4].

A dicembre 2016 il Ministero dell'ambiente e della tutela del territorio e del mare (MATTM) ha designato i tre SIC a Zona Speciale di Conservazione.

## Siti archeologici
La presenza di insediamenti umani lungo il corso del Mignone risale alla protostoria.
Nel comune di Bassano Romano in località Agliola Vecchia sono state rinvenute alcune tombe etrusche.
Nel comune di Vejano in località Torre d'Ischia è stato ritrovato un complesso abitativo datato all'età del bronzo finale riconducibile alla cultura protovillanoviana; risalente all'età romana è l'area archeologica di Fontiloro mentre presso il Teto sono presenti i resti di un castello medievale “Castrum Alteti”.
Altri insediamenti umani lungo il corso del Mignone sono: l'abitato di Monterano, dove si trova una stratificazione abitativa che va dall'età del bronzo fino al 1799 e Luni sul Mignone, Cencelle, Castellina del cerasolo
, Gatta Pelosa, La Lega, Stigliano.
Caratteristica comune di questi insediamenti è la scelta del luogo: uno sperone tufaceo di difficile accesso, facile da difendere e nelle immediate vicinanze dell'acqua.
Nel percorso tra Oriolo Romano e Canale Monterano si trovano i resti di alcuni mulini ad acqua: la Mola del Biscione a Oriolo Romano costruita nel 1573 da Giorgio Santacroce, la Mola della Cava e la Vecchia Mola di Monterano.

## Utilizzi
Il Mignone è stato anche utilizzato per molto tempo come fonte idrica per alimentare la città di Civitavecchia. A tale fine intorno al 1920 venne creato nei pressi dell'attraversamento dell'Aurelia, tramite uno sbarramento, un bacino artificiale da cui con delle pompe l'acqua del fiume veniva prelevata, inviata a delle stazioni di filtraggio e poi immessa nella rete idrica della città.
Dal 2015 è possibile arrampicare sui piloni del ponte poiché sono state chiodate alcune vie

## Ponti sul Mignone
A poca distanza dalle sorgenti, in località Aiola Vecchia nel comune di Bassano Romano, esiste un ponte che scavalca il Fosso della Strega, la cui datazione basata sul tipo di costruzione potrebbe essere riferita al basso medioevo.
Resti di un secondo ponte si trovano nei pressi della località Mola del Biscione, nel comune di Oriolo Romano: anticamente il ponte era realizzato da travatura dormiente in legno fissata su tre pilastri in muratura.
La ferrovia dismessa Civitavecchia-Orte attraversa il fiume due volte: vi è un piccolo ponticello poco appariscente tra le stazioni di "Barbarano Romano Veiano" e "Capranica" ed un bellissimo ponte nei pressi della fermata di Monte Romano. Esso è costituito da 6 arcate in muratura e due arcate in carpenteria metallica a travata reticolare lunghe ciascuna 26m e poggianti su tre piloni di dimensioni monumentali a forma di rombo. Il piano del ferro è posto a metà della travata e poggia sulle travi inferiori. Un ponte sempre in metallo dello stesso tipo, ma più largo per ospitare due binari paralleli si trova nell'ultimo tratto del Mignone, quando il fiume viene scavalcato dalla ferrovia Tirrenica.

## Alluvioni
In occasione di eccezionali piogge, non è raro che il Mignone straripi nel suo corso più basso, soprattutto a valle della confluenza con il fosso Melledra. Ancora non è sbiadito il ricordo della alluvione patita dalla valle del Mignone nel 1982, che determinò la chiusura per alcuni giorni, a causa del fango depositato, della Via Aurelia e della SP Litoranea.